# Дело «Алабамы»
Де́ло «Алаба́мы», Алаба́мский вопро́с или Алаба́мская ра́спря (англ. Alabama claims) — правовые претензии Соединённых Штатов Америки к Великобритании в связи с тем, что, несмотря на официальную позицию невмешательства Великобритании в Гражданскую войну в США, в 1862 году в Ливерпуле был построен и спущен на воду военный корабль «CSS Alabama», предназначенный для флота Конфедерации, и правительство Великобритании во главе с лордом Палмерстоном не воспрепятствовало этому вопреки прямым протестам посла США в Лондоне. «CSS Alabama» в 1862—1864 годах нанёс значительный экономический ущерб США, занимаясь каперством и так или иначе повредив и/или ограбив более 60 американских судов (главным образом, с грузом зерна для Европы).
По Вашингтонскому договору между Великобританией и США (1871 год) спор вокруг «Алабамы» было решено передать международному трибуналу. Этот трибунал, собравшийся в Женеве и состоявший из представителей Великобритании, США и трёх стран-арбитров — Италии, Швейцарии и Бразилии, — 14 сентября 1872 года постановил, что Великобритания должна выплатить США 15,5 миллионов долларов компенсации. Обращение к международному арбитражу при решении спорных вопросов межгосударственных отношений стало важным прецедентом для дальнейшего развития международного права.

## История конфликта
Алабамский вопрос (или Алабамская распря) — международный спорный вопрос, возникший между Великобританией и Северо-Американскими Соединенными Штатами по случаю вреда, который во время американской междоусобной войны был нанесен торговле и судоходству Союза многими каперскими судами, принадлежавшими конфедерации южных штатов, но купленными в Англии и вышедшими из английских гаваней.
В особенности один из этих каперов, построенный и вооружённый в Ливерпуле, «CSS Alabama», причинил огромные убытки американской торговле, но 19 июня 1864 года был потоплен в виду французской гавани Шербурга американским корветом «Кирсардж». По имени этого капера и вся дипломатическая распря, возникшая вследствие упомянутых обстоятельств, получила название «Алабамской распри». Дело состояло в следующем. Так как Великобритания, несмотря на то, что английское правительство было своевременно предупреждено американским посольством и американскими консулами относительно опасности, угрожающей сохранению мира, не старалась препятствовать выходу конфедеративных каперов из английских гаваней, то вашингтонский кабинет увидел в этом нарушение нейтралитета и потребовал от великобританского правительства полного возмещения убытков, причинённых означенными каперами имуществу американских граждан. Переговоры об этом не раз принимали угрожающий характер, пока наконец в феврале 1871 года обе державы не условились между собою решить этот спор при помощи назначенной обеими сторонами комиссии. Эта комиссия собралась в Вашингтоне 8 марта 1871 года и 8 мая пришла к соглашению относительно передачи Алабамской распри на решение созванного в Женеве третейского суда (Tribunal of Arbitration), который должен был состоять из пяти членов: по одному от каждой из спорящих сторон, от короля Италии, от президента Швейцарского союзного совета и от императора бразильского. Вместе с тем комиссия пришла к соглашению касательно некоторых международных принципов, которые были бы обязательны для решения этого спора и к признанию которых были бы приглашены и другие морские державы; со стороны Англии последовало, однако, заявление, что эти принципы она принимает только для поддержания мирных отношений. Относительно других требований, которые Англия и Северная Америка предъявляли одна к другой вследствие американской междоусобной войны, было решено предоставить рассмотрение и разрешение их особой комиссии из трёх членов. Этот договор был принят 25 мая 1871 года североамериканским сенатом и 17 июня ратифицирован в Лондоне.
Составленная из трёх членов комиссия открыла свои заседания в Вашингтоне 26 сентября 1871 года, а третейский суд собрался в Женеве только 17 декабря. Деятельность последнего грозила, однако, приостановиться, так как североамериканское правительство требовало вознаграждения также за убытки, косвенно причинённые торговле крейсерами южных штатов, равно как за происшедшее благодаря этому возвышение премии за страхование судов, далее, за расходы, употреблённые на преследование этих крейсеров, и за издержки, причинённые продлившеюся вследствие того войною. 3 февраля 1872 года Англия заявила в Вашингтоне, что она не подчинится решению третейского суда, если вопрос о косвенных убытках будет считаться открытым. Дальнейшее обострение конфликта было, однако, устранено тем, что третейский суд объявил себя некомпетентным в решении вопроса о косвенных убытках, а вашингтонское правительство отказалось от этого требования. Обнародованный 15 сентября 1872 года приговор третейского суда признал ответственность Англии за действия «CSS Alabama», «Флориды» и «Шенандоа», объявил вестовые суда ответственными наравне с теми крейсерами, к которым они принадлежали, и определил сумму вознаграждения, которую Англия должна была уплатить Соединенным Штатам вместе с процентами, в 15½ млн. долларов, или 3 229 166 фунтов стерлингов. Приговор этот был принят обеими сторонами.
Подробное изложение американского взгляда на это дело, предложенного на рассмотрение Женевскому третейскому суду, находится в американском официальном документе «The case of the United States, laid before the Tribunal of Arbitration convened at Geneva» (Лейпц., 1872). Англия, с своей стороны, издала две памятные записки в виде двух брошюрованных парламентских синих книг под заглавиями «The case of the United States, to be laid before the Tribunal of Arbitration to be convened at Geneva» (Лонд., 1872) и «Case presented on the party of the Government of Her Britannic Majesty to the Tribunal of Arbitration» (Лонд., 1872).